# Bisdom Chimbote
Het bisdom Chimbote (Latijn: Dioecesis Cimbotiensis) is een rooms-katholiek bisdom met als zetel Chimbote, in Peru. Het bisdom is suffragaan aan het aartsbisdom Trujillo. 

## Geschiedenis
Het bisdom werd opgericht op 26 november 1962, als de territoriale prelatuur Chimbote, uit delen van het bisdom Huaraz. Op 6 april 1983 werd het verheven tot bisdom. 

## Parochies
Het bisdom had in 2021 een oppervlakte van 23.500 km2 en telde 723.190 inwoners waarvan 87,9% rooms-katholiek was.

## Ordinarii

### Prelaten
- James Edward Charles Burke (8 maart 1965 - 2 juni 1978)

### Bisschoppen
- Luis Armando Bambarén Gastelumendi (2 juni 1978 - 4 februari 2004)
- Ángel Francisco Simón Piorno (4 februari 2004 - 18 mei 2022)
- Ángel Ernesto Zapata Bances (18 mei 2022 - heden)

Trujillo (aartsbisdom) · Cajamarca · Chimbote · Huamachuco (territoriale prelatuur) · Huaraz · Huarí · Moyobamba (territoriale prelatuur)